# Хелмут Бергер
Хелмут Бергер (Бад Ишл, 29. мај 1944 — Салзбург, 18. мај 2023) био је аустријски глумац. Као бивши манекен андрогиног изгледа направио је низ запажених улога у европској и америчкој кинематографији шездесетих и седамдесетих, често глумећи декадетне појединце рубне и неодређене сексуалности. Глумио је у филмовима Лукина Висконтија, Виторија де Сике, Клода Шаброла, Франсиса Форда Кополе, али и у југословенском филму „Велики транспорт“ Вељка Булајића.
Бергеров физички магнетизам привукао је многобројне фотографе попут Хелмута Њутона, Дејвида Бејлија, Мери Елен Марк и Ендија Ворхола, који су начинили серије његових фотографија. Био је први мушкарац који се појавио на насловној страници часописа Вог. Осамдесетих је играо у популарној америчкој серији Династија, да би се почетком деведесетих појавио у Мадонином споту за песму „Еротика“ и на фотографији у њеној контроверзној књизи „Секс“. Објавио је 1998. аутобиографију једноставног назива „Ја“ („(Ich“). Данас у својим седамдестим и даље вредно глуми и снима филмове, попут „Ђавољег виолинисте“ (2014) и Сен Лорана (2014). Аустријски редитељ Андреас Хорват снимио је документарни филм „Хелмут Бергер, глумац“ 2015.

## Биографија
Бергер је рођен у Баду Ишлу, Аустрија, у породици хотелијера. Пошто није показивао интересовање за угоститељство, у осамнаестој години се преселио у Лондон, где је радио свакојаке послове истовремено похађајући часове глуме. Након што је студирао језике у Перуђи доселио се у Рим. У италијанској престоници се упознао са редитељем Лукином Висконтијем са којим улази у љубавну везу. Италијански редитељ му је доделио малу улогу у филму „Вештице“ (1967). Две године касније Висконти му је доделио улогу аморалног Есена вон Есенбека у контроверзном филму „Сумрак богова“. У вероватно најпознатијој сцени тог филма, Бергер се трансвестита у Марлену Дитрих имитирајући њену улогу из филма „Плави анђео“. За ову улогу номинован је за награду Златни глобус.
Године 1970. играо је Доријана Греја у истоименом филму - модерној адаптацији Вајлдовог класика, као и нежног јеврејског аристократу у де Сикином филму „Врт Финци-Континијевих“, који је награђен Оскаром за најбољи страни филм. Поново сарађује са Висконтијем у филму „Лудвиг“ (1972), где је тумачио лик несрећног краља естете Лудвига I Баварског. За ову улогу добио је престижну италијанску филмску награду Давид ди Донатело. Следеће године глумио је у филму „Пепељаста среда“ са Елизабет Тејлор и Хенријем Фондом. Са Буртом Ланкестером тумачио је главну улогу у тестаментарном Висконтијевом филму „Затворени породични круг“ (1974). Овај филм је великим делом осликавао однос између самог Бергера и Висконтија. Аустријски глумац је у више наврата истакао да му је ово омиљени филм.
Године 1975. глуми у филму „Романтична Енглескиња“ са Мајклом Кејном и Глендом Џексон. Следеће године у филму „Салонско маче“ тумачио је улогу Хелмута Воленерга, насилног нацисте који управља јавном кућом. У овом периоду борио се са депресијом. На прву годишњицу смрти Лукина Висконтија покушао је да изврши самоубиство. „Звер са пиштољем“ снимио је 1977. Архивске снимке овог филма убацио је амерички редитељ Квентин Тарантино у сопствени филм „Џеки Браун“ (1977), захваливши се Бергеру на одјавној шпици. Након тога снимио је филмове „Пета заповест“ (1978), „Велики напад“ (1978) и мини серију „Фантомас“ (1980) у режији Клода Шаброла. Почетком осамдесетих глумио је у југословенском филмском остварењу „Велики транспорт“ Вељка Булајића. Исте године играо је у четвртој сезони серије „Династија“. По сопственом признању пристао је да глуми у серији искључиво због новца. Искуство снимања Династије описао је речима: „Плакао сам док сам одлазио на снимање, а смејао сам се док сам одлазио у банку“.
Почетком деведесетих појавио се у Мадонином споту за песму „Еротика“ и на фотографијама у њеној контроверзној књизи „Секс“. Имао је улогу и у трећем делу Кополине трилогије „Кум“. Данас у својим седамдесетим и даље вредно глуми и снима филмове, попут „Ђавољег виолинисте“ (2014) и Сен Лорана (2014).

### Приватни живот
Хелмут Бергер се декларише као бисексуалац. Оженио се италијанском књижевницом Франческом Ђидато 1994, али се пар убрзо развео. У својој аутобиографији „Ја“ из 1998. написао је да му је Висконти био и остао највећа љубав у животу. Пошто је по сопственим речима њихову везу сматрао браком, себе је у књизи више пута описао синтагмом „режисерова удовица“.